# Декоративные травы

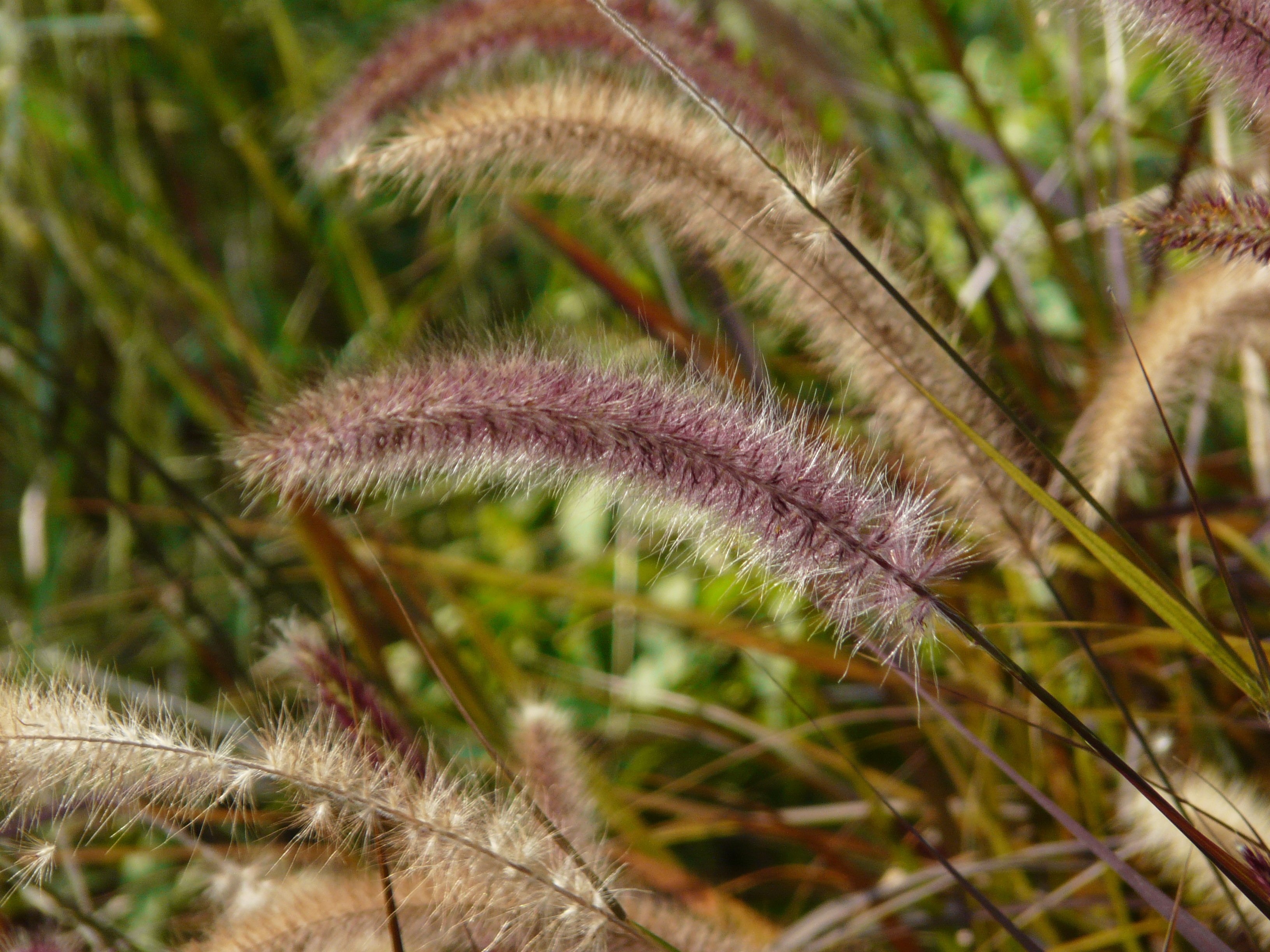
Перистощетинник щетинистый (Pennisetum setaceum)

Декоративные травы — это злаки и злакоподобные растения (например, осоки), выращиваемые как декоративные растения. Декоративные травы популярны регионах с умеренным климатом за их устойчивость к низким температурам и эстетическую ценность в осенне-зимний сезон. Декоративные травы используют в составе цветников, в качестве монопосадок для создания устойчивых декоративных надпочвенных покрытий.

## Классификация
Наряду со злаками (Poaceae) несколько других семейств травянистых растений обычно относятся к декоративным травам. К ним относятся осоковые (Cyperaceae), ситниковые (Juncaceae), рестиевые (Restionaceae) и рогозовые (Typhaceae). Все они однодольные, как правило, с узкими линейными листьями и параллельными жилкованием. Большинство из них — травянистые многолетники, хотя многие из них вечнозеленые, а у некоторых развиваются древесные ткани. Они привносят в сад поразительную линейную форму, текстуру, цвет, движение и звук в течение всего года.

## Описание

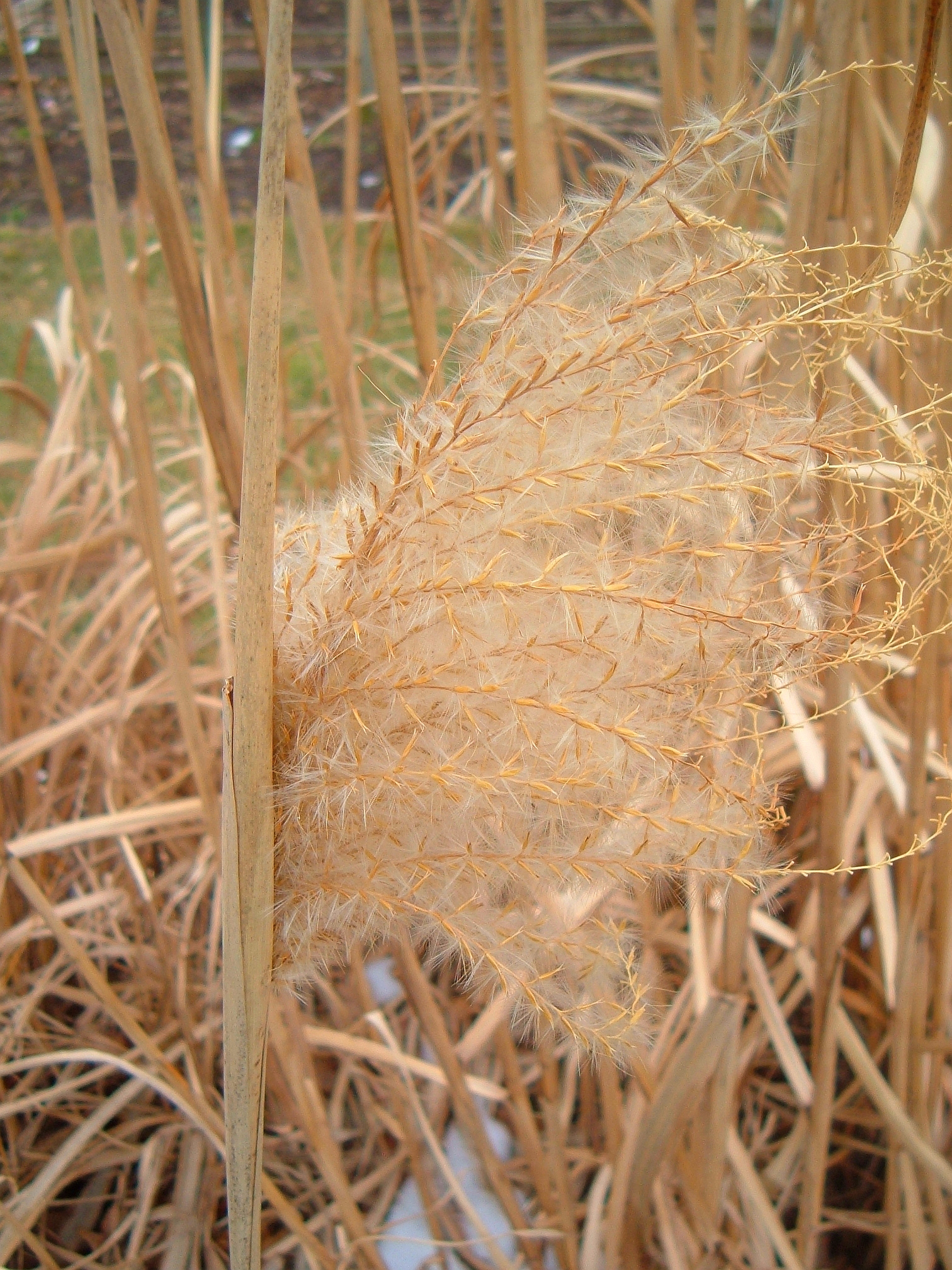
Miscanthus sinensis 'Cosmopolitan'

Почти все декоративные травы являются многолетниками, вырастающими весной из своих корней, которые запасли большое количество энергии, а осенью или зимой впадают в спячку. Некоторые, особенно бамбук, вечнозеленые, а некоторые – однолетние.
Злаки могут быть дерновинными или иметь длинные ползучие корневища. Их часто называют «образующие кочки», в отличие от корневищных типов, называемых «ползучими». Ползучие травы или отпрысково-корневищные травы — это агрессоры, которые захватывают доступное пространство, поэтому контролировать их в саду проблематично. Для ползучих трав используют физические ограничители, которые не позволяют корневищам распространяться, например, металлические полосы, вкопанные в землю. Типичный представитель ползучих трав — колосняк песчаный (Leymus arenarius) с сизой листвой. Травы, образующие кочки — более предсказуемые, так как «сидят на одном месте», а для размножения требуется делить кочку. Некоторые травы могут давать самосев, и также непредсказуемо распространяться по территории. Контроль за ними заключается в скашивании или замене стерильными сортами.
Размеры варьируются от нескольких сантиметров до нескольких метров; более крупные бамбуки могут достигать 20 м и более в высоту. Некоторые виды декоративных трав можно выращивать из семян. Многие другие являются сортами и должны размножаться вегетативным размножением существующего растения.
Пампасная трава (Cortaderia Selloana) легко узнаваема, от полукарликовой до очень большой выбор для ландшафта. Muhlenbergia rigens и Leymus condensatus популярны в больших условиях, в естественном ландшафте и в садах с местными растениями. Травы мискантуса, пестрота которых горизонтальна, и даже в пасмурный день они кажутся испещренными солнечными лучами . Многие виды Miscanthus и Pennisetum цветут в середине или конце лета, а семенные головки долго сохраняются, часто сохраняясь до зимы. Некоторые виды Stipa цветут весной, соцветия возвышаются почти на два метра над пучками листьев, и снова семенные головки остаются до поздней зимы.
При садоводстве вблизи естественных границ между дикой землей и городом следует избегать посадки инвазивных видов, таких как Cortaderia jubata, Pennisetum setaceum и Nassella tenuissima (син. Stipa tenuissima ) как таковой является ответственным растениеводством.

## Примеры

### Злаки
- Agrostis nebulosa (cloud grass)

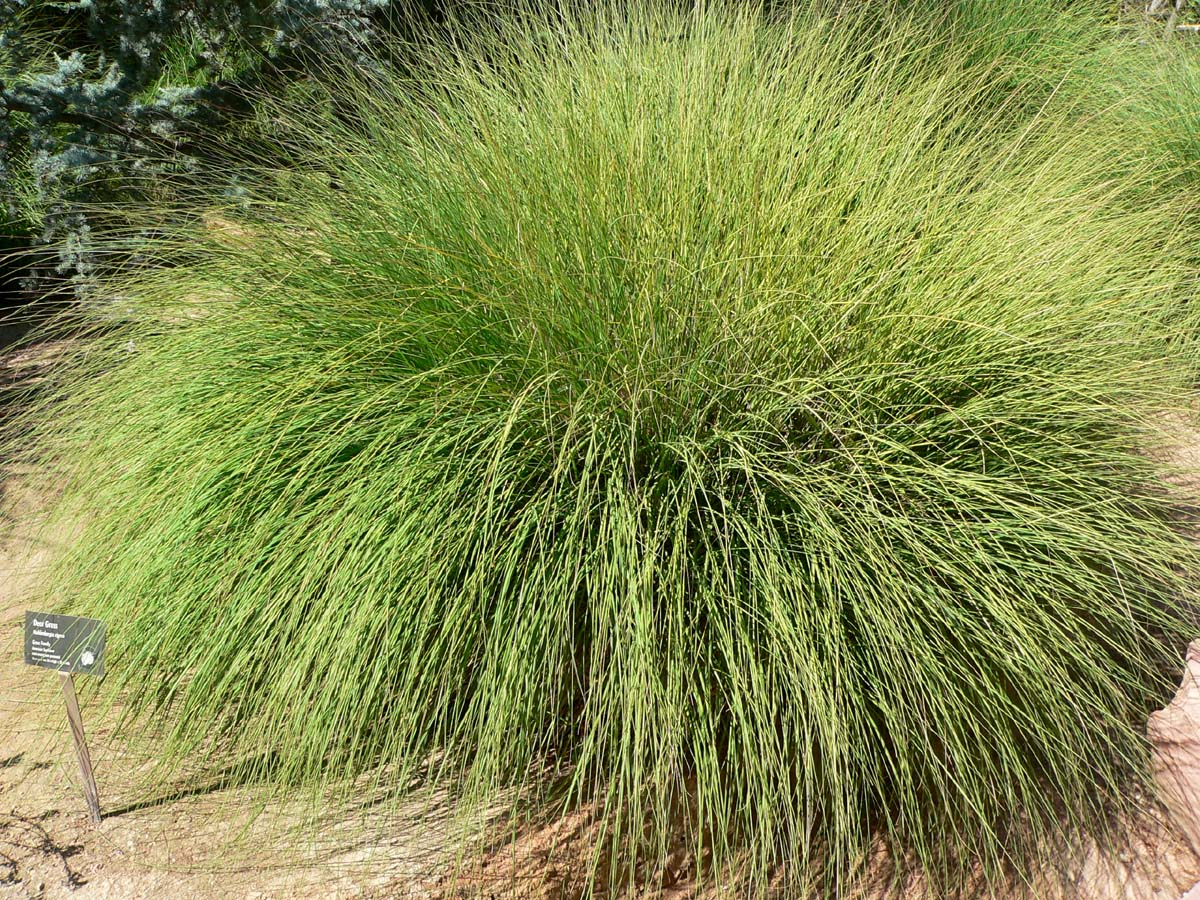
Мюленбергия ригенс

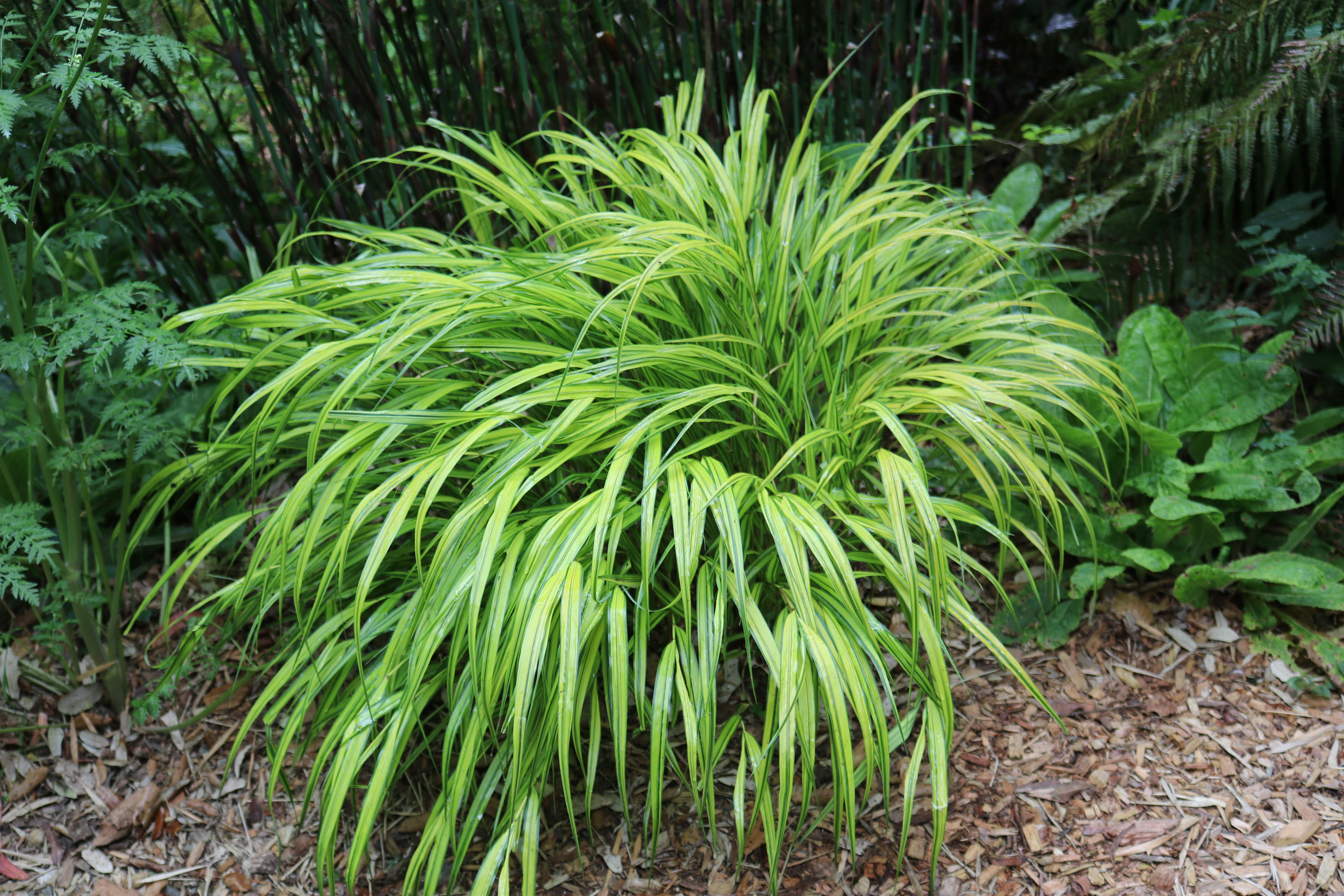
Hakonechloa macra

- Calamagrostis × acutiflora (feather reed grass) - several cultivars
- Calamagrostis arundinacea — Вейник тростниковидный[3]
- Calamagrostis foliosa
- Cortaderia selloana — Пампасная трава, или Кортадерия Селло — множество сортов[3]
- Deschampsia cespitosa — Луговик дернистый, или Щучка — множество сортов[3]
- Festuca arundinacea — Овсяница тростниковая — множество сортов[3]
- Festuca californica
- Festuca glauca — Овсяница сизая, или Овсяница голубая — множество сортов[3]
- Festuca idahoensis (Idaho fescue, blue bunchgrass)
- Festuca ovina (sheep's fescue) — many cultivars[3]
- Festuca rubra (creeping fescue grass, red fescue, red fescue grass) — many cultivars[3]
- Helictotrichon sempervirens AGM (blue oat grass) — several cultivars[3]
- Imperata cylindrica — Императа цилиндрическая сорт 'Red baron'
- Leymus condensatus (giant wildrye, canyon prince, wild blue rye)
- Melica imperfecta (smallflower melic, little California melic)
- Miscanthus sinensis — Мискантус китайский — множество сортов, некоторые награждены AGMs[3]
- Muhlenbergia rigens
- Panicum virgatum
- Pennisetum alopecuroides (Chinese fountain grass, Chinese pennisetum, fountain grass, swamp foxtail grass) - many cultivars[3]
- Pennisetum setaceum AGM & P. setaceum 'Rubrum' AGM (red fountain grass, African fountain grass, fountain grass, purple fountain grass, ruby grass) - & several other cultivars[3]
- Pennisetum villosum AGM (feathertop)[3]
- Stipa gigantea AGM (golden oats)[3]
- Stipa tenuissima syn. Nassella tenuissima (Mexican feather grass, Texas needle grass)[3]

### Осока

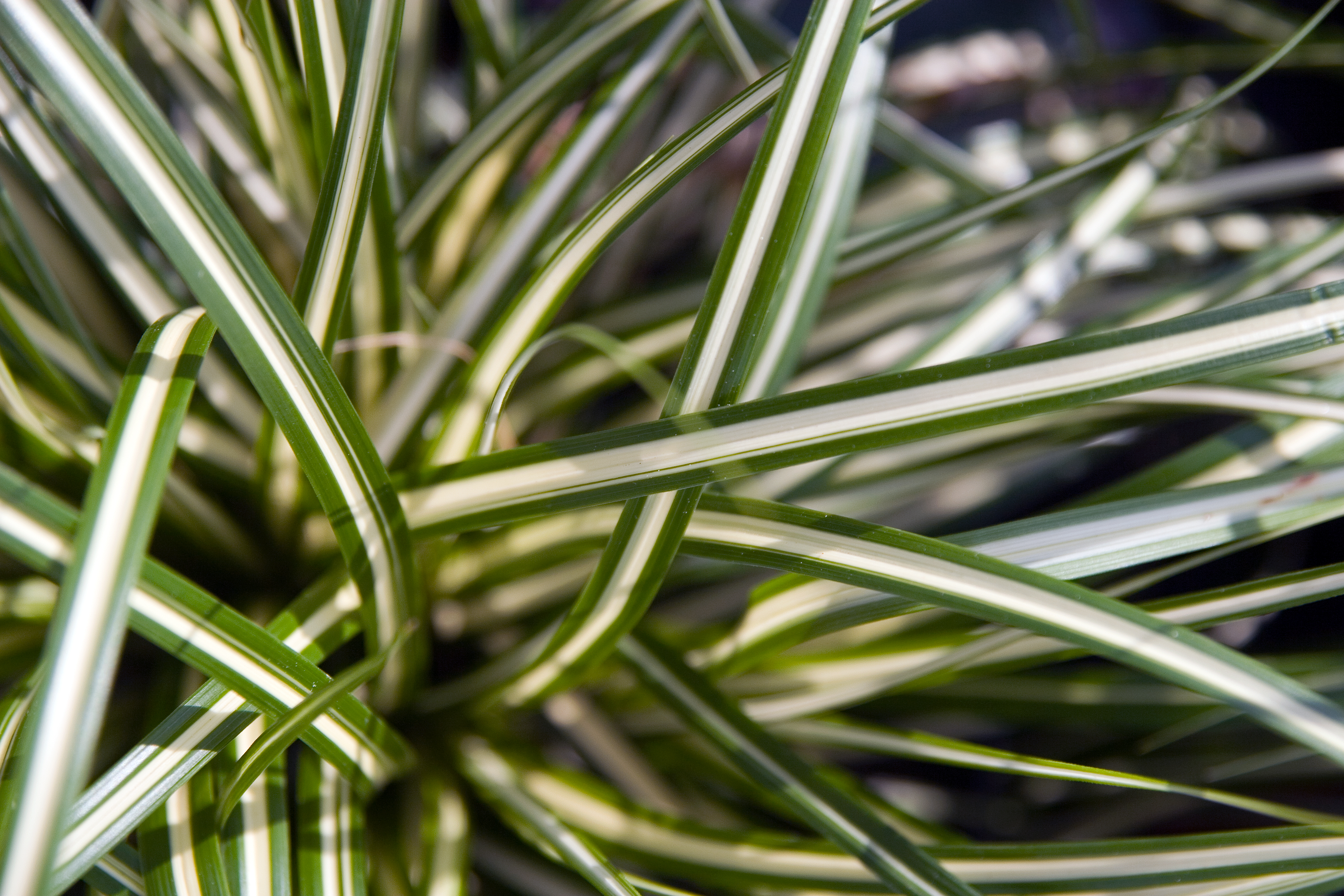
Carex oshimensis 'Evergold'

- Carex comans (осока волосяная новозеландская) — множество сортов [3]
- Carex elata 'Aurea' AGM (золотая осока Боулза) [3]
- Carex flacca (син. C. glauca ) (осока голубая, осока серая, осока сизая или гвоздика)
- Carex oshimensis - AGM Evergold [3]
- Carex pansa (осока песчаная)
- Осока висячая (повислая, свисающая, поникающая или плакучая осока) - и сорта [3]
- Carex praegracilis (осока полевая кустовая, осока полевая, осока скоростная)
- Carex siderosticta (осока широколистная ползучая) - несколько сортов [3]
- Carex spissa (осока Сан-Диего)
- Carex несколько других видов и сортов (включая японскую осоку и другие) [3]
- Uncinia rubra (осока красная крючковатая) [3]

### Воздействие на окружающую среду
Некоторые декоративные травы стали серьезными инвазивными сорняками, как правило, по мере того, как сад уходит в зоны естественной растительности.

## Галерея

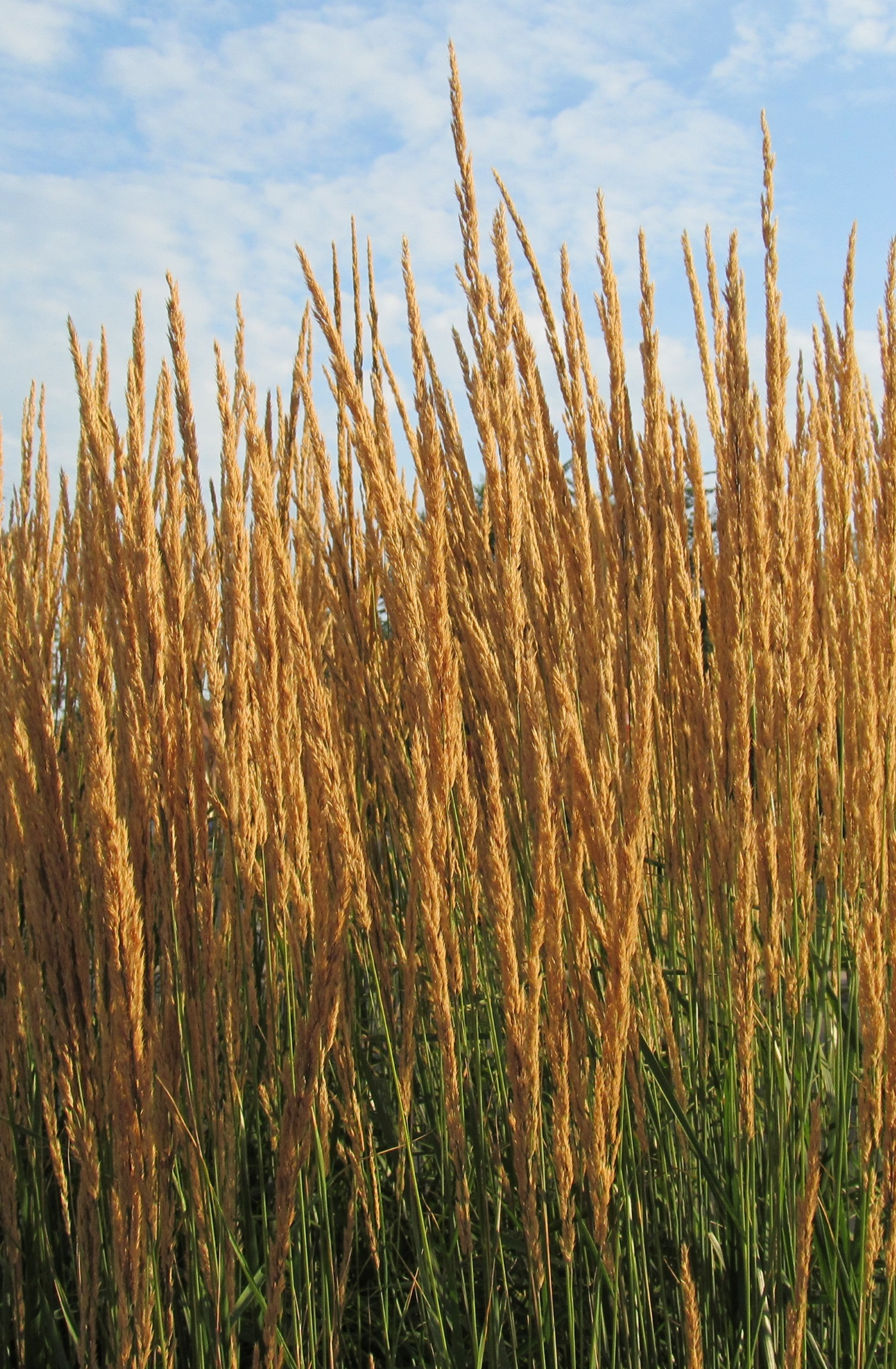
Calamagrostis x acutiflora 'Karl Foerster'
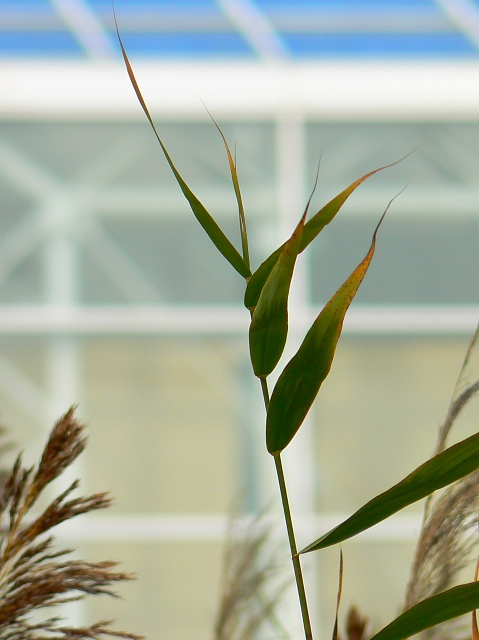
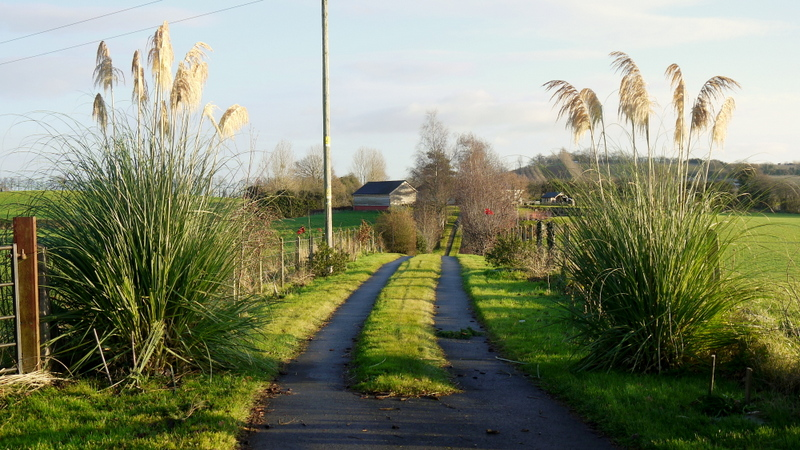
Пампасная трава
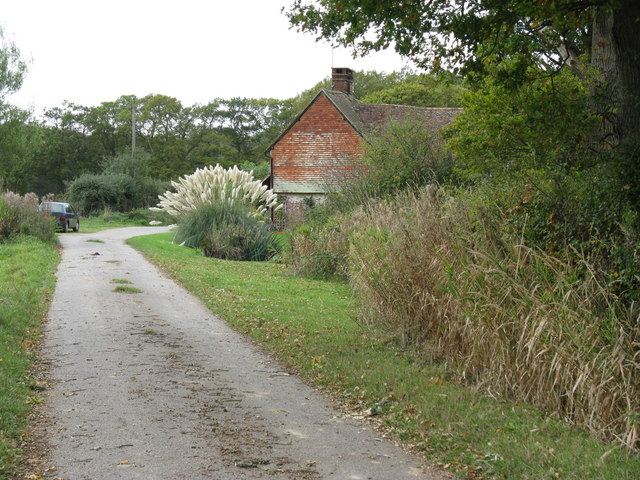
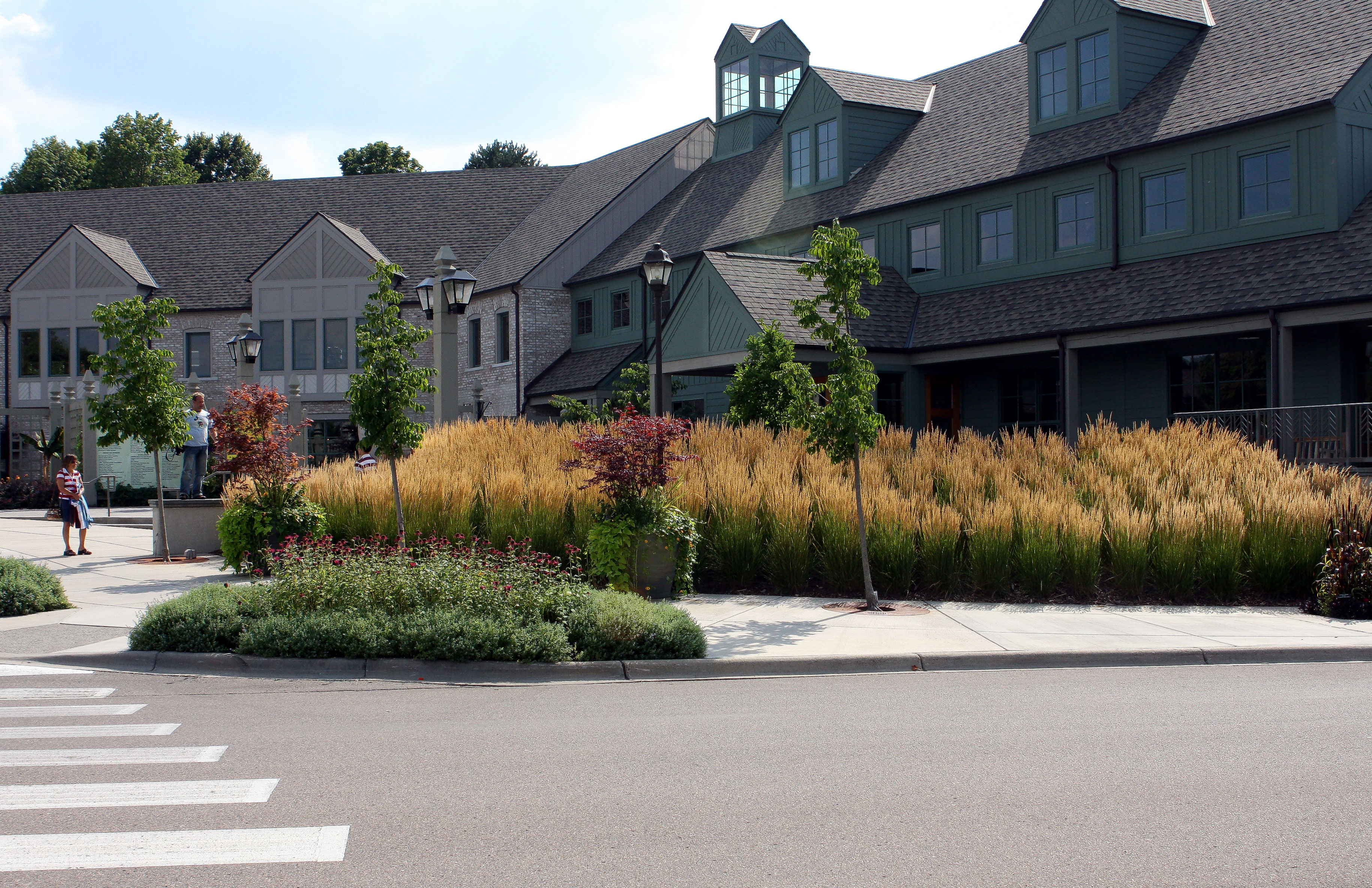
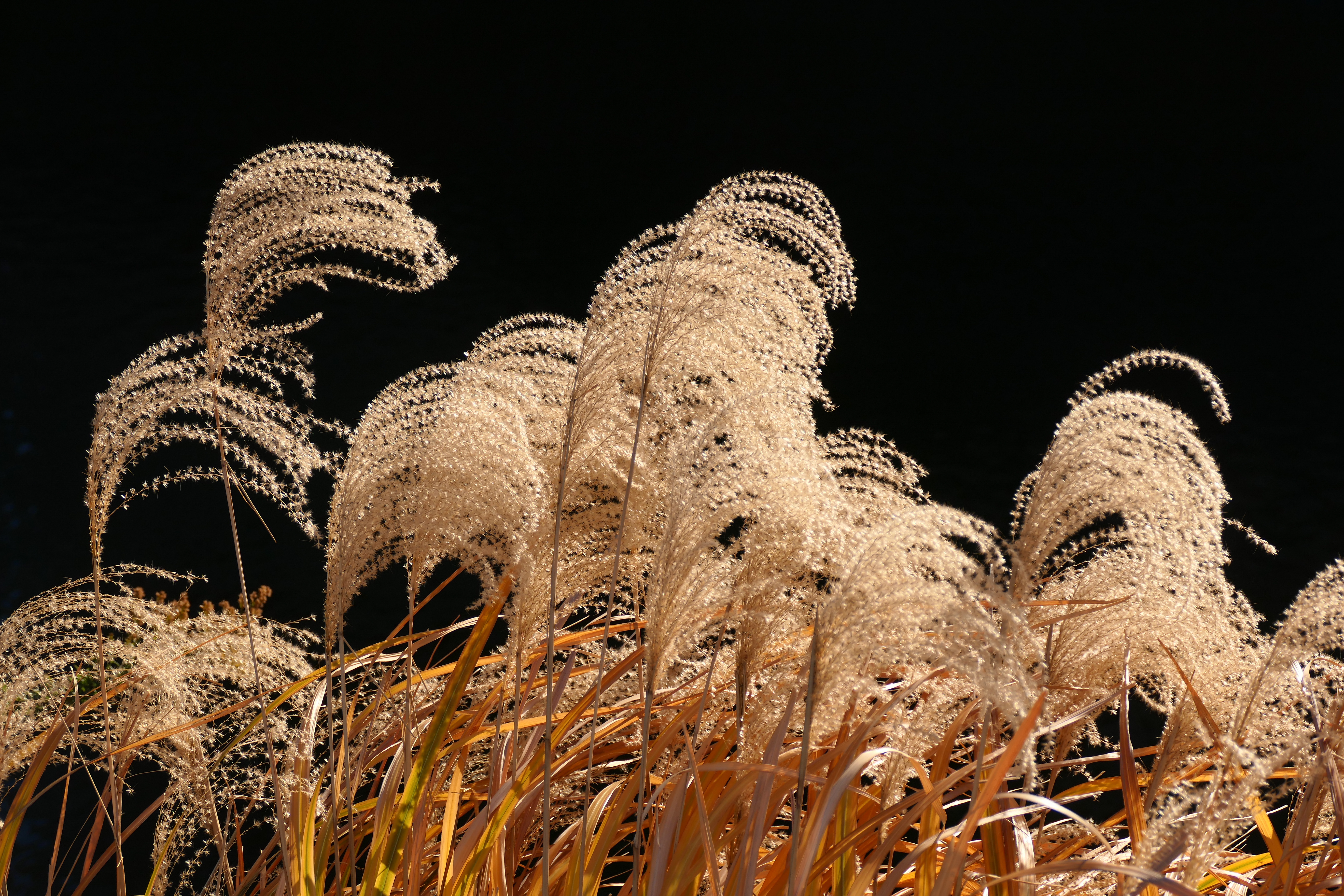
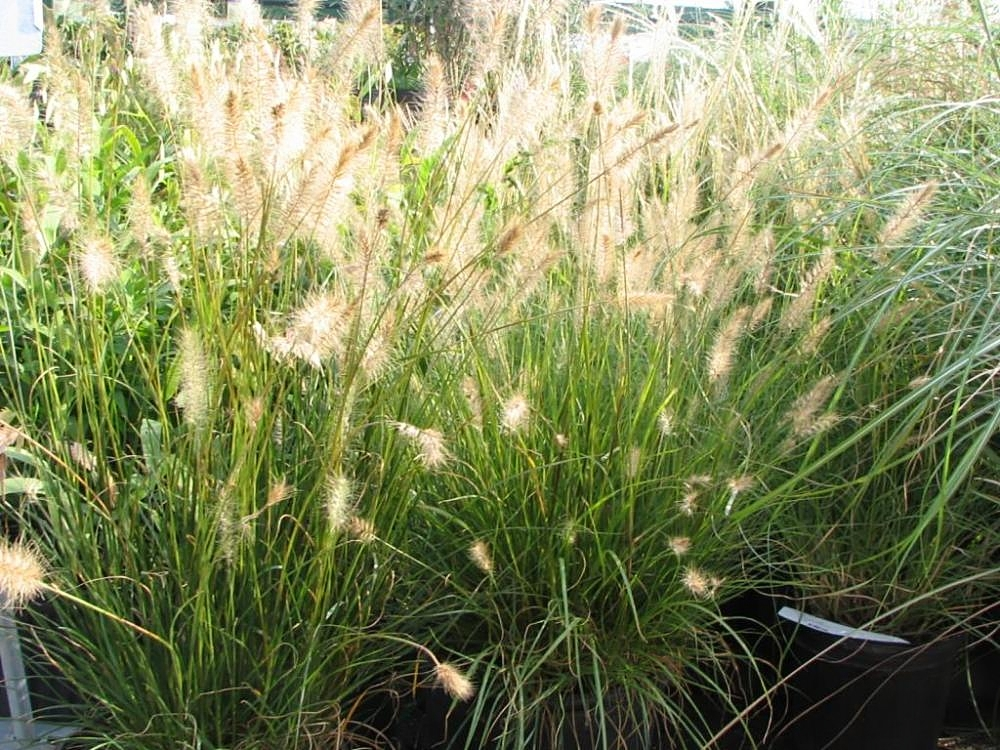
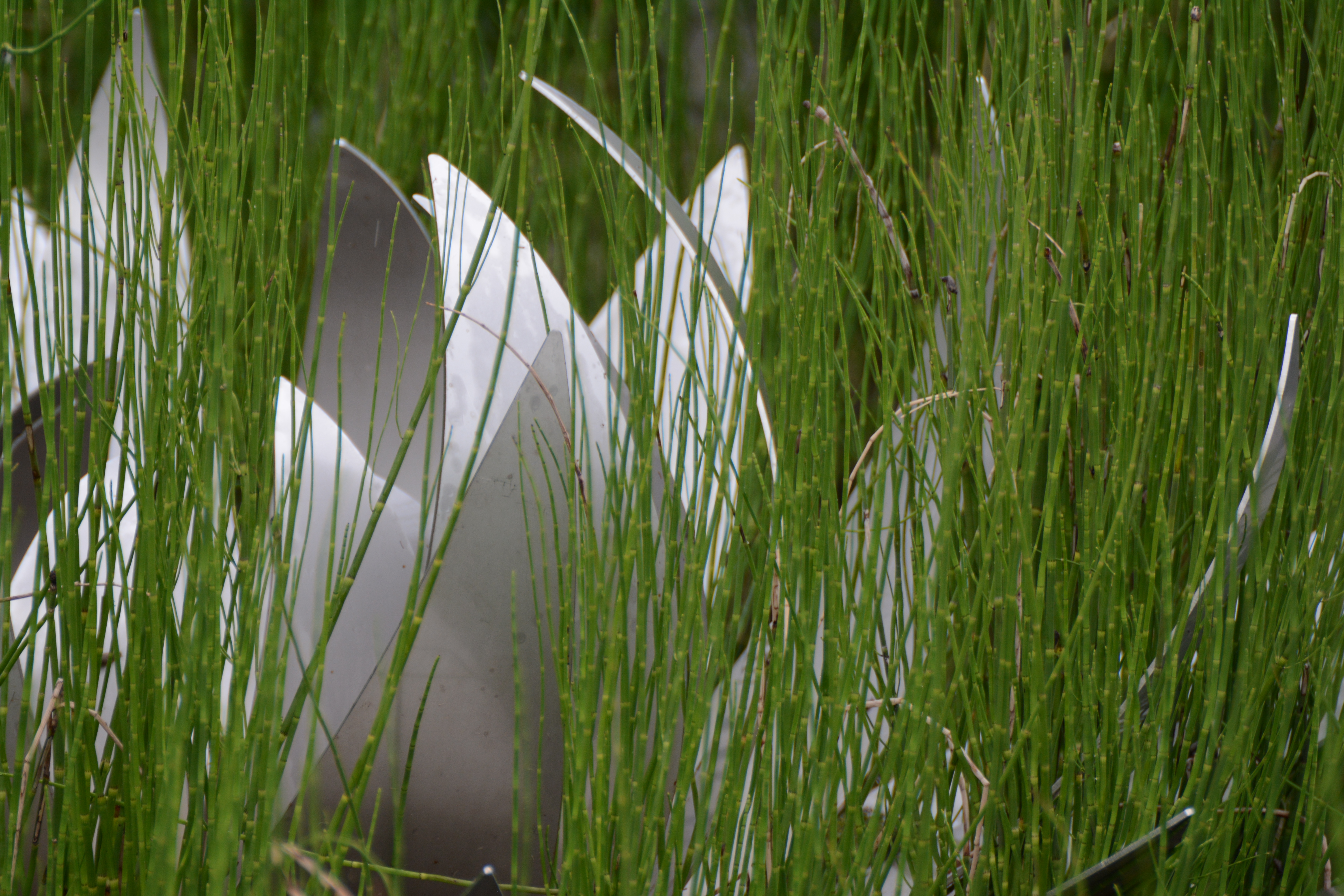
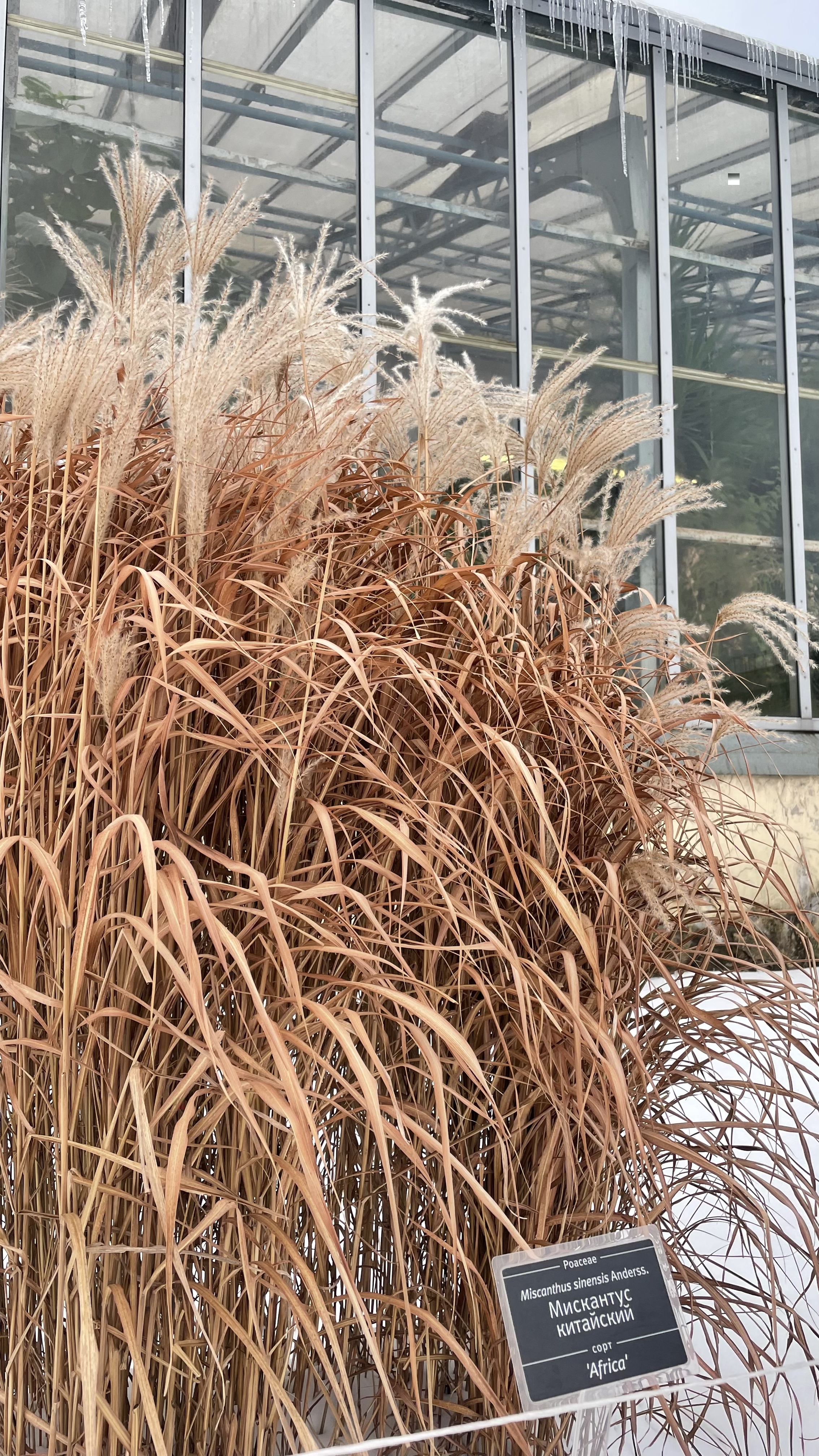
Мискантус китайский в саду неприрывного цветения в феврале. Ботсад БИН РАН
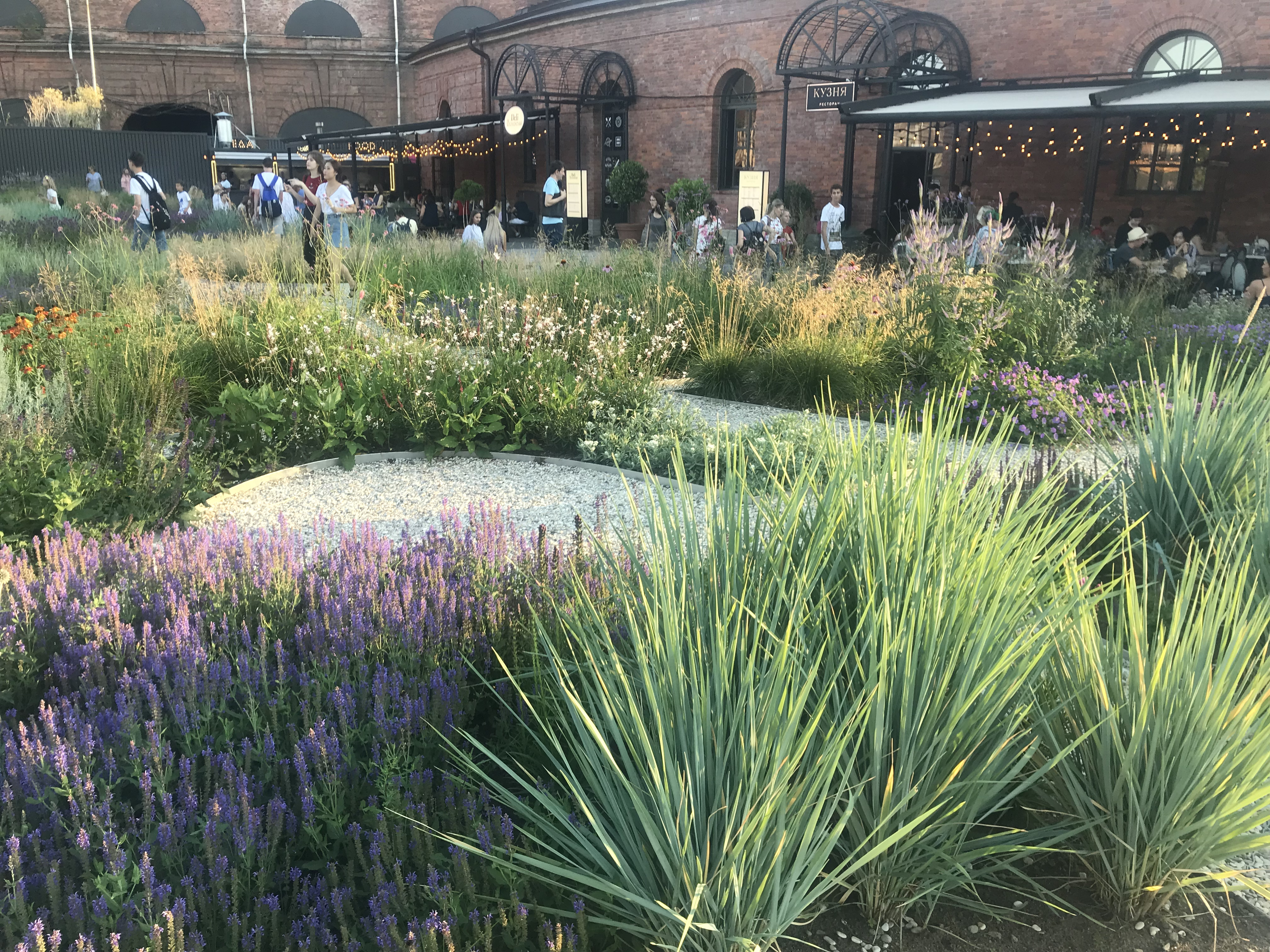
Сад трав в «Новой Голландии». На переднем плане колосняк песчаный